# 대한민국 민법 제535조
대한민국 민법 제535조는 계약체결상의 과실책임에 대한 민법 채권법 조문이다.

## 조문
“제535조(계약체결상의 과실)”① 목적이 불능한 계약을 체결할 때에 그 불능을 알았거나 알 수 있었을 자는 상대방이 그 계약의 유효를 믿었음으로 인하여 받은 손해를 배상하여야 한다. 그러나 그 배상액은 계약이 유효함으로 인하여 생길 이익액을 넘지 못한다.
②전항의 규정은 상대방이 그 불능을 알았거나 알 수 있었을 경우에는 적용하지 아니한다.